# 路易吉

路易吉的帽徽，帽子上的L字型標誌

路易吉（又译作），是日本游戏设计师宫本茂设计的一个虚构游戏人物，是瑪利歐系列主角瑪利歐的雙胞胎弟弟，同樣也被視作是系列作的主要人物之一。

## 歷史
1983年，路易吉在任天堂著名作品《瑪利歐兄弟》（Mario Bros.）的Game & Watch版本中首次亮相（比正式登場的街機版本早四個月發行）。1990年，在LCD手錶遊戲平台Nelsonic Game Watch發行的《Luigi's Hammer Toss》是第一次以路易吉為主角的遊戲。而路易吉以主角身份出現的遊戲是在1992年於MS-DOS推出教育遊戲《瑪利歐失踪記》（Mario is Missing!）。雖然路易吉比耀西和瓦利歐早成為主角，但一直都是登場於任天堂授權的非官方遊戲，直至2001年的《路易吉洋樓》才第一次出現以路易吉為主角和命名的官方遊戲。

## 構思和創作
設計出來的原始目的是當作玩家二所操作的角色（玩家一操作的角色就是瑪利歐），在劇中定位就是其兄長的助手。與瑪利歐相同，路易吉的命名是由美國任天堂那邊的員工定的，找了個同樣屬於義大利系的男性用名而取之，一說是因為當時美國任天堂位於雷德蒙德的公司大樓附近剛好開了一家名為「Mario & Luigi's」的披薩店。

## 個人簡介
由於其兄瑪利歐做為瑪利歐遊戲系列的主角，在全世界有著極高的名氣，而路易吉卻一直只能在自己的雙生兄底下當配角。因此路易後來在系列作發展成一個被揶揄的諷刺型角色，彷彿他是只能活在其兄陰影下的人一般。因此有著「永遠的二番手」的外號，亦曾經救了瑪利歐四次（除了《路易吉洋樓》系列三作，亦包括《瑪利歐失蹤記》）。但即使如此，路易吉作為世界有名的「瑪利歐兄弟」之一、瑪利歐遊戲系列的第二號代表人物仍是相當有名氣的，而且也相當地受到玩家的歡迎與支持，因此又有著「綠的人氣者」（路易吉的代表色是綠色）的外號。
在多數像是瑪利歐派對系列的多人同樂遊戲中大多和黛西公主作為搭檔，兩人為互有好感的曖昧關係。

## 路易吉30周年紀念活動
任天堂在2013年宣佈該年為路易吉誕生30周年（路易吉年，Year of Luigi），意謂著2013年會出許多跟路易吉有關的遊戲和庆祝活动。任天堂在2013年推出了《新超級路易吉U》、《路易吉洋樓2》、《瑪利歐和路易吉RPG4》、《路易吉医生》等遊戲，也另外在2013年8月7日宣佈路易吉為《任天堂明星大亂鬥3DS/Wii U》可用角色，此外在《超級马力欧3D世界》中也包含有为路易吉制作的隐藏要素。